# 12 gnjevnih ljudi (1997.)
12 gnjevnih ljudi (eng. 12 Angry Men) je televizijski film  Williama Friedkina iz 1997. To je obrada originalnog filma iz 1957.

## Glumci
- Courtney B. Vance - Predsjedatelj porote
- Ossie Davis - Porotnik #2
- George C. Scott - Porotnik #3
- Armin Mueller-Stahl - Porotnik #4
- Dorian Harewood - Porotnik #5
- James Gandolfini - Porotnik #6
- Tony Danza - Porotnik #7
- Jack Lemmon - Porotnik #8
- Hume Cronyn - Porotnik #9
- Mykelti Williamson - Porotnik #10
- Edward James Olmos - Porotnik #11
- William Petersen - Porotnik #12
- Mary McDonnell - Sutkinja
- Tyrees Allen - Čuvar
- Douglas Spain - Optuženi

## Nagrade i nominacije
| Nagrada       | Godina | Kategorija                                                                                   | Dobitnik/Nominirani                                   | Pobjeda |
| ------------- | ------ | -------------------------------------------------------------------------------------------- | ----------------------------------------------------- | ------- |
| CableACE      | 1997.  | Montaža dramatičnog specijala ili serije/filma ili miniserije                                | Augie Hess                                            | Ne      |
| ALMA          | 1998.  | Izvanredna individualna izvedba u filmu rađenom za televiziju ili mini-seriji...             | Edward James Olmos                                    | Da      |
| Artios        | 1998.  | Najbolji casting televizijskog filma tjedna                                                  | Mary Jo Slater                                        | Ne      |
| DGA           | 1998.  | Izvanredna redateljska ostvarenja dramskom specijalu                                         | William Friedkin                                      | Ne      |
| Emmy          | 1998.  | Izvanredno miksanje zvuka za dramsku miniseriju ili film                                     | Russell Williams II, David E. Fluhr, Adam Jenkins     | Da      |
| Emmy          | 1998.  | Izvanredni sporedni glumac u miniseriji ili filmu                                            | George C. Scott                                       | Da      |
| Emmy          | 1998.  | Izvanredna režija za miniseriji ili filmu                                                    | William Friedkin                                      | Ne      |
| Emmy          | 1998.  | Izvanredni glavni glumac u miniseriji ili filmu                                              | Jack Lemmon                                           | Ne      |
| Emmy          | 1998.  | Izvanredno napravljen za televizijski film                                                   | Terence A. Donnelly                                   | Ne      |
| Emmy          | 1998.  | Izvanredni sporedni glumac u miniseriji ili filmu                                            | Hume Cronyn                                           | Ne      |
| Zlatni globus | 1998.  | Najbolja izvedba glumca u glavnoj ulozi u seriji, miniseriji ili igranom televizijskom filmu | George C. Scott                                       | Da      |
| Zlatni globus | 1998.  | Najbolja miniserija ili film napravljen za televiziju                                        | Najbolja miniserija ili film napravljen za televiziju | Ne      |
| Zlatni globus | 1998.  | Najbolja izvedba glumca u miniseriji ili televizijskom igranom filmu                         | Jack Lemmon                                           | Ne      |
| Actor         | 1998.  | Izvanredna izvedba glumca u televizijskom filmu ili miniseriji                               | Jack Lemmon                                           | Da      |
| Actor         | 1998.  | Izvanredna izvedba glumca u televizijskom filmu ili miniseriji                               | George C. Scott                                       | Ne      |

## Vanjske poveznice
- 12 gnjevnih ljudi u internetskoj bazi filmova IMDb-a